# Nebiryraw II
Nebiryraw II fou un faraó egipci de la dinastia XVI, que va governar a Tebes. Alguns suposen que fou fill de Nebiryraw I, però això és molt dubtós i més aviat podria ser un germà. El seu nom vol dir "Ra senyor de tot". El seu nom de regne fou Neferkare.
Va succeir a Nebiryeaw I segons l'ordre en què són esmentats al Papir de Torí. Segons aquest va regnar 3 mesos (vers 1600 aC) i el va succeir Semenre (o Smenre) probable fill de Nebiryraw I. Es desconeix on és enterrat.
Un sarcòfag d'Osiris, atribuït a aquest rei, descobert a la tomba de Djer a Abidos i un segell descobert a l'illa Uronarti a Núbia, podrien correspondre en realitat al faraó Khendjer.